# Parma Associazione Calcio 1999-2000
Questa voce raccoglie le informazioni riguardanti il Parma Associazione Calcio nelle competizioni ufficiali della stagione 1999-2000.

## Stagione
Nella stagione a cavallo del secolo 1999-2000, ammesso ai preliminari di Champions League, all'andata il Parma è stato sconfitto (2-0) a Glasgow dai Rangers. Prima del ritorno, si è aggiudicato la sua prima Supercoppa italiana espugnando il campo del Milan campione d'Italia; il percorso europeo era tuttavia quasi compromesso, infatti la vittoria (1-0) in casa contro gli scozzesi non si è rivelata sufficiente per l'accesso ai gironi. Il Parma disputa così la Coppa UEFA, nella quale i ducali hanno superato i primi tre turni e raggiunto gli ottavi di finale, che si sono rivelati fatali, essendo stati estromessi dai tedeschi del Werder Brema. In campionato, i ducali si sono classificati con 58 a pari punti con l'Inter dividendosi il quarto e quinto posto in classifica, a decidere l'assegnazione del quarto posto, che valeva la partecipazione al maggior torneo europeo, si è reso necessario uno spareggio disputato sul neutro di Verona e vinto (3-1) dai nerazzurri, che si sono così conquistati l'accesso ai preliminari di Champions League. Poco significativo e fuggevole il cammino nella Coppa Italia, dove i gialloblù ducali entrano in scena negli ottavi ma, perdendo (1-0) in Sardegna e pareggiando (2-2) al Tardini, sono stati eliminati dal Cagliari.

## Divise e sponsor
| Casa | Trasferta | Terza divisa |

## Organigramma societario
Area direttiva
- Presidente: Stefano Tanzi
- Presidente onorario:
- Vicepresidente:
- Amministratore delegato:
- Amministratore:
- Direttore generale:

Area organizzativa
- Segretario generale:
- Team manager:

Area comunicazione
- Responsabile area comunicazione:
- Ufficio Stampa:

Area marketing
- Ufficio marketing:

Area tecnica
- Direttore sportivo: Fabrizio Larini
- Allenatore: Alberto Malesani
- Allenatore in seconda:
- Collaboratore tecnico:
- Preparatore/i atletico/i:
- Preparatore dei portieri:

Area sanitaria
- Responsabile sanitario:
- Medici sociali:
- Massaggiatori:

## Rosa
| N. |                           | Ruolo | Calciatore        |
| -- | ------------------------- | ----- | ----------------- |
| 1  | Italia (bandiera)         | P     | Gianluigi Buffon  |
| 12 | Italia (bandiera)         | P     | Matteo Guardalben |
| 22 | Italia (bandiera)         | P     | Davide Micillo    |
| 5  | Italia (bandiera)         | D     | Luigi Apolloni    |
| 3  | Italia (bandiera)         | D     | Antonio Benarrivo |
| 17 | Italia (bandiera)         | D     | Fabio Cannavaro   |
| 28 | Italia (bandiera)         | D     | Paolo Cannavaro   |
| 6  | Costa d'Avorio (bandiera) | D     | Saliou Lassissi   |
| 16 | Italia (bandiera)         | D     | Fabio Moro        |
| 2  | Italia (bandiera)         | D     | Luigi Sartor      |
| 23 | Italia (bandiera)         | D     | Michele Serena    |
| 21 | Francia (bandiera)        | D     | Lilian Thuram     |
| 19 | Italia (bandiera)         | D     | Stefano Torrisi   |
| 24 | Italia (bandiera)         | D     | Paolo Vanoli      |
| 23 | Italia (bandiera)         | D     | Davide Zoboli     |
| 8  | Italia (bandiera)         | C     | Dino Baggio       |
| 14 | Francia (bandiera)        | C     | Alain Boghossian  |
| 29 | Colombia (bandiera)       | C     | Jorge Bolaño      |
| 4  | Italia (bandiera)         | C     | Roberto Breda     |

| N. |                       | Ruolo | Calciatore          |
| -- | --------------------- | ----- | ------------------- |
| 36 | Italia (bandiera)     | C     | Francesco Cardillo  |
| 5  | Francia (bandiera)    | C     | Ousmane Dabo        |
| 7  | Italia (bandiera)     | C     | Diego Fuser         |
|    | Argentina (bandiera)  | C     | Luciano Galletti    |
| 30 | Italia (bandiera)     | C     | Andrea Ghidini      |
| 15 | Italia (bandiera)     | C     | Raffaele Longo      |
| 18 | Italia (bandiera)     | C     | Giampiero Maini     |
| 26 | Colombia (bandiera)   | C     | Johnnier Montaño    |
| 10 | Argentina (bandiera)  | C     | Ariel Ortega        |
| 16 | Portogallo (bandiera) | C     | Paulo Sousa         |
| 32 | Italia (bandiera)     | C     | Manuel Saccani      |
| 13 | Croazia (bandiera)    | C     | Mario Stanić        |
| 27 | Italia (bandiera)     | C     | Pietro Strada       |
| 25 | Belgio (bandiera)     | C     | Johan Walem         |
| 11 | Brasile (bandiera)    | A     | Márcio Amoroso      |
|    | Italia (bandiera)     | A     | Simone Basso        |
| 9  | Argentina (bandiera)  | A     | Hernán Crespo       |
| 31 | Italia (bandiera)     | A     | Gianluca De Angelis |
| 20 | Italia (bandiera)     | A     | Marco Di Vaio       |

## Risultati

### Serie A

#### Girone d'andata
| Arbitro: | Tombolini (Ancona) |

|           |           |            |
| Olive 45’ | Marcatori | 75’ Stanić |

| Arbitro: | Rodomonti (Teramo) |

|                     |           |             |
| Ingesson 83’ (aut.) | Marcatori | 47’ Signori |

| Arbitro: | De Santis (Tivoli) |

|                                                             |           |            |
| Zamorano 8’, 63’ C. Vieri 17’ Moriero 39’ Thuram 72’ (aut.) | Marcatori | 14’ Crespo |

| Arbitro: | Collina (Viareggio) |

|                |           |                       |
| Boghossian 62’ | Marcatori | 30’ Salas 69’ Almeyda |

| Arbitro: | Preschern (Mestre) |

|                                    |           |  |
| M. Amoroso 4’ Ortega 7’ Crespo 35’ | Marcatori |  |

| Arbitro: | Tombolini (Ancona) |

|  |           |                              |
|  | Marcatori | 83’ Di Vaio 90+6’ Boghossian |

| Arbitro: | Messina (Bergamo) |

|                       |           |                |
| Baronio 53’ Pirlo 59’ | Marcatori | 1’, 54’ Crespo |

| Arbitro: | Farina (Novi Ligure) |

|                                      |           |               |
| F. Cannavaro 5’ Innocenti 28’ (aut.) | Marcatori | 80’ Innocenti |

| Arbitro: | Bolognino (Milano) |

|                        |           |                            |
| Di Napoli 45+1’ (rig.) | Marcatori | 22’ Di Vaio 32’ Boghossian |

| Arbitro: | Messina (Bergamo) |

|                                    |           |           |
| Crespo 58’ (rig.) Di Vaio 59’, 84’ | Marcatori | 56’ Mboma |

| Arbitro: | Collina (Viareggio) |

|               |           |            |
| Boban 8’, 51’ | Marcatori | 46’ Crespo |

| Arbitro: | De Santis (Tivoli) |

|                                             |           |          |
| Crespo 4’ Ortega 45+1’, 59’ Cruz 76’ (aut.) | Marcatori | 90’ Cruz |

| Arbitro: | Rodomonti (Teramo) |

|  |           |                             |
|  | Marcatori | 11’ F. Cannavaro 78’ Crespo |

| Arbitro: | Treossi (Forlì) |

|                       |           |  |
| Crespo 7’ Torrisi 35’ | Marcatori |  |

| Arbitro: | Trentalange (Torino) |

|  |           |             |
|  | Marcatori | 83’ Di Vaio |

| Arbitro: | Farina (Novi Ligure) |

|              |           |                      |
| Crespo 90+2’ | Marcatori | 69’ (rig.) Del Piero |

| Lecce 16 gennaio 2000 17ª giornata | Lecce              | 0 – 0 referto | Parma | Stadio Via del Mare\| Arbitro: \| Tombolini (Ancona) \| |
| Arbitro:                           | Tombolini (Ancona) |               |       |                                                         |

#### Girone di ritorno
| Arbitro: | Trentalange (Torino) |

|            |           |                      |
| Ortega 88’ | Marcatori | 26’ Calori 35’ Olive |

| Arbitro: | De Santis (Tivoli) |

|         |           |  |
| Bia 47’ | Marcatori |  |

| Arbitro: | Collina (Viareggio) |

|                     |           |              |
| Crespo 90+4’ (rig.) | Marcatori | 61’ C. Vieri |

| Roma 13 febbraio 2000 21ª giornata | Lazio            | 0 – 0 referto | Parma | Stadio Olimpico\| Arbitro: \| Bazzoli (Merano) \| |
| Arbitro:                           | Bazzoli (Merano) |               |       |                                                   |

| Arbitro: | Paparesta (Bari) |

|                                                |           |                                |
| Brocchi 2’ D. Morfeo 48’ Colucci 53’ Melis 81’ | Marcatori | 6’ Stanić 21’ Fuser 23’ Crespo |

| Arbitro: | Farina (Novi Ligure) |

|  |           |                                            |
|  | Marcatori | 22’ Balbo 66’, 75’ Rui Costa 85’ Mijatović |

| Arbitro: | Paparesta (Bari) |

|                                 |           |  |
| Fuser 3’ Crespo 35’, 45’ (rig.) | Marcatori |  |

| Arbitro: | Trentalange (Torino) |

|  |           |                  |
|  | Marcatori | 45+1’ M. Amoroso |

| Arbitro: | Rodomonti (Teramo) |

|                   |           |  |
| Crespo 64’ (rig.) | Marcatori |  |

| Arbitro: | Treossi (Forlì) |

|                           |           |                                   |
| Berretta 52’ De Patre 63’ | Marcatori | 3’ Fuser 4’ M. Amoroso 81’ Stanić |

| Arbitro: | Collina (Viareggio) |

|            |           |  |
| Crespo 69’ | Marcatori |  |

| Arbitro: | Treossi (Forlì) |

|                         |           |                           |
| Sommese 18’ Silenzi 75’ | Marcatori | 50’ Crespo 73’ M. Amoroso |

| Arbitro: | Trentalange (Torino) |

|                               |           |           |
| Crespo 32’, 89’ Di Vaio 90+1’ | Marcatori | 19’ Budan |

| Roma 22 aprile 2000 14ª giornata | Roma             | 0 – 0 referto | Parma | Stadio Olimpico\| Arbitro: \| Rosetti (Torino) \| |
| Arbitro:                         | Rosetti (Torino) |               |       |                                                   |

| Parma 6 gennaio 2000 32ª giornata | Parma               | 0 – 0 referto | Udinese | Stadio Ennio Tardini\| Arbitro: \| Borriello (Mantova) \| |
| Arbitro:                          | Borriello (Mantova) |               |         |                                                           |

| Arbitro: | De Santis (Tivoli) |

|               |           |  |
| Del Piero 60’ | Marcatori |  |

| Arbitro: | Rodomonti (Teramo) |

|                                              |           |                  |
| Di Vaio 4’ Stanić 53’, 85’ Crespo 55’ (rig.) | Marcatori | 70’ C. Lucarelli |

### Spareggio
| Arbitro: | Cesari (Genova) |

|                                 |           |            |
| R. Baggio 35’, 73’ Zamorano 89’ | Marcatori | 69’ Stanić |

### UEFA Champions League
| Arbitro: | García-Aranda |

|                      |           |  |
| Vidmar 34’ Reyna 75’ | Marcatori |  |

| Arbitro: | Nilsson |

|           |           |  |
| Walem 68’ | Marcatori |  |

### Coppa UEFA
| Arbitro: | Dougal |

|                                |           |                           |
| Di Vaio 13’, 19’ D. Baggio 66’ | Marcatori | 5’ Paljanycja 71’ Monarev |

| Arbitro: | Plautz |

|  |           |                                       |
|  | Marcatori | 37’ Boghossian 41’ Crespo 67’ Di Vaio |

| Arbitro: | Kapitanis |

|                  |           |  |
| F. Cannavaro 43’ | Marcatori |  |

| Arbitro: | Melnichuk |

|             |           |                       |
| Stavrum 85’ | Marcatori | 10’, 42’, 43’ Di Vaio |

| Arbitro: | Gallagher |

|                        |           |            |
| Di Vaio 16’ Stanić 62’ | Marcatori | 22’ Schopp |

| Arbitro: | Radoman |

|                              |           |                             |
| Reinmayr 66’, 95’ Vastić 87’ | Marcatori | 5’, 110’ Stanić 120’ Crespo |

| Arbitro: | Piraux |

|           |           |  |
| Crespo 5’ | Marcatori |  |

| Arbitro: | Wójcik |

|                                                |           |            |
| Dabrowski 30’ Bode 45’ F. Cannavaro 66’ (aut.) | Marcatori | 32’ Stanić |

### Coppa Italia
| Arbitro: | Bolognino (Milano) |

|                  |           |  |
| Mboma 75’ (rig.) | Marcatori |  |

| Arbitro: | Bolognino (Milano) |

|                         |           |                       |
| Benarrivo 11’ Walem 64’ | Marcatori | 33’ Mboma 42’ O'Neill |

### Supercoppa italiana
| Arbitro: | Borriello (Mantova) |

|                      |           |                             |
| Guglielminpietro 54’ | Marcatori | 66’ Crespo 90+2’ Boghossian |

## Statistiche

### Statistiche di squadra
Statistiche aggiornate al 23 maggio 2000.
| Competizione        | Punti | In casa | In casa | In casa | In casa | In trasferta | In trasferta | In trasferta | In trasferta | Totale | Totale | Totale | Totale | Gf | Gs | DR  |
| Competizione        | Punti | G       | V       | N       | P       | G            | V            | N            | P            | G      | V      | N      | P      | Gf | Gs | DR  |
| ------------------- | ----- | ------- | ------- | ------- | ------- | ------------ | ------------ | ------------ | ------------ | ------ | ------ | ------ | ------ | -- | -- | --- |
| Serie A             | 58    | 17      | 10      | 4       | 3       | 17           | 6            | 6            | 5            | 34     | 16     | 10     | 8      | 52 | 37 | +15 |
| Spareggio           | -     | -       | -       | -       | -       | 1            | 0            | 0            | 1            | 1      | 0      | 0      | 1      | 1  | 3  | −2  |
| Coppa Italia        | -     | 1       | 0       | 1       | 0       | 1            | 0            | 0            | 1            | 2      | 0      | 1      | 1      | 2  | 3  | −1  |
| Champions League    | -     | 1       | 1       | 0       | 0       | 1            | 0            | 0            | 1            | 2      | 1      | 0      | 1      | 1  | 2  | −1  |
| Coppa UEFA          | -     | 4       | 4       | 0       | 0       | 4            | 2            | 1            | 1            | 8      | 6      | 1      | 1      | 17 | 10 | +7  |
| Supercoppa italiana | -     | -       | -       | -       | -       | 1            | 1            | 0            | 0            | 1      | 1      | 0      | 0      | 2  | 1  | +1  |
| Totale              | -     | 23      | 15      | 5       | 3       | 25           | 9            | 7            | 9            | 48     | 24     | 12     | 12     | 75 | 56 | +19 |